# 費多里夫卡 (伊萬基夫區)
50°59′25″N 29°54′59″E / 50.99028°N 29.91639°E
費多里夫卡（烏克蘭語：Федорівка）是位於烏克蘭北部的村莊，由基辅州维什霍罗德区的伊萬基夫市鎮負責管轄。該村面積0.1平方公里，海拔高度138米，2001年人口8，人口密度每平方公里80人。